# Драк
Драк (фр. Drac) је река у Француској. Дуга је 130 km. Улива се у Изер. 